# 쇠프트란트-아라우-멘치켄 철도 노선
쇠프트란트-아라우-멘치켄 철도 노선(Schöftland–Aarau–Menziken railway line)은 스위스 아르가우주의 미터궤 철도 노선이다. 쇠프트란트에서 아라우를 거쳐 멘치켄까지 역 'V'자 형태의 스루 서비스를 제공한다. V의 두 부분은 별도로 건설되었으며, 아라우-멘치켄 철도 노선은 비넨탈을 통과하고, 아라우-쇠프트란트 철도 노선은 주어렌탈을 통과한다.
이 노선은 브렘가르텐-디에티콘 철도 노선과 여러 버스 서비스를 운영하는 아르가우 교통 회사가 소유 및 운영한다. 2012년까지 비넨탈에는 주로 알루 멘치켄의 금속 작업에 대한 제한된 화물 서비스가 있었지만, 오늘날 이 노선의 유일한 용도는 아르가우 S-반 경로 S14로 운영되는 여객 서비스이다.

## 역사
1871년에 비넨탈의 여러 지자체는 아라우에서 오버쿨름을 거쳐 라이나흐까지, 바인빌 암 제에서 라이나흐를 거쳐 멘치켄까지 두 개의 철도 노선에 대한 양보를 요청하는 위원회를 설립했다. 둘 다 증기 엔진으로 작동되는 표준궤 노선으로 계획되었다. 1년 후 이 프로젝트는 아르가우주의 당국에 의해 승인되었지만 주로 좁은 계곡을 통과하는 정확한 라인에 대한 의견 불일치로 인해 실행되지 않았다. 결국 바인빌 암 제와 멘치켄 사이의 구간은 제탈 철도 (현재 SBB)에 의해 1883년에 건설 및 개통되었다. 나중에 이 노선은 뮌스터(오늘날의 베로뮌스터)까지 확장되었다.
주어렌탈에서도 철도 건설에 대한 생각이 있었다. 그러나 여기에서는 처음부터 협궤 전력선이 계획되었고, 노선의 가장 큰 부분은 트램웨이로 운영되었다. 아라우-쇠프트란트 철도(AS)라는 이름의 회사가 새 노선을 운영하기 위해 만들어졌고 Brown, Boveri & Cie(BBC)가 라이센스를 받았고 얼마 지나지 않아 건설 작업이 시작되었다. 이 노선은 1901년 11월 19일에 운영을 시작했다. 쇠프트란트에서 트린겐까지 계획된 AS 연장(주르제-트린겐 철도 연결)은 실현되지 않았다.
한편, 비넨탈 지방 자치 단체도 협궤 전기 트램이 더 경제적이라는 결론에 도달했다. 새 노선을 운영하기 위해 비넨탈 철도(WTB)라는 회사가 만들어졌고 1903년 1월 건설 작업이 시작되었다. 1904년 3월 5일 아라우와 라이나흐 사이에 비넨탈반(WTB)이 개통되었으며, 몇 주 후인 5월 1일에는 멘치켄까지 연장되었다. 두 노선 모두 SBB의 아라우 기차역 북쪽 거리에 출발점이 있었다. 1924년에 WTB는 SBB 철도 노선의 남쪽에 자체역을 개통했고, AS는 SBB역 북쪽에 있는 정류장까지 도시 거리를 계속 달렸으므로 WTB와 AS 간의 직접적인 연결이 끊어졌다.
1958년 6월 24일 AS와 WTB 회사가 합병되어 비넨탈과 주어렌탈반(WSB) 회사가 탄생했다.  새로운 회사는 두 가지 문제에 직면했다. 두 개의 라인이 물리적으로 연결되지 않았다는 사실과 여전히 대부분의 도로를 달리는 트랙을 방해하는 증가하는 자동차 교통으로 인한 서비스에 대한 영향. 이러한 문제를 해결하기 위한 첫 번째 단계는 1967년에 이전 AS 지점이 도심 도로 트랙에서 SBB 역 남쪽에 있는 이전 WTB 역으로 이어지는 260m 터널로 이전되었을 때였다.
선로의 다른 곳에서는 선로를 주요 도로에서 멀리 옮기는 조치를 취했다. 그러나 마을의 경우 공간이 협소하여 철도와 도로를 완전히 분리해야 했다. 주요 단계는 1985년에 비넨탈을 통과하는 노선의 그레니헨에서 경로의 완전한 변경이었다. 그럼에도 불구하고 특히 비넨탈 상부의 라이나흐와 멘치켄에서 트램과 같은 특성을 가진 긴 구간이 여전히 많이 있었다. 1991년에 바인빌 암 제에서 베로뮌스터까지 SBB 노선의 여객 수송이 중단되었고 WSB 노선을 현재 비어 있는 SBB 노선으로 재배치할 계획이 세워졌다. 적응 작업은 화물 운송이 중단된 1999년에 시작되었다. 새로운 구간 라이나흐 노르드 - 멘치켄이 2002년 12월 15일에 마침내 열렸다.
2004년 12월 5일, 주어렌탈을 통과하는 선에서 무헨을 통과하는 선이 도로에서 우회되었다. 2008년과 2010년 사이에 칸톤슈트라세 K 242에서 운행되었던 아라우와 주어 사이의 비넨탈선 구간이 폐쇄되었다. 이전 경로와 거의 평행한 폐쇄형 SBB 표준궤 분기의 오른쪽에서 작동하는 두 장소 사이의 새로운 경로로 대체되었다. 이 작업의 일환으로 SBB의 초핑엔에서 베팅엔까지 가는 협궤선을 연결하기 위해 새로운 지하도가 건설되었고 두 노선을 직접 교환할 수 있는 주어역에 새로운 플랫폼이 건설되었다. 이 섹션은 2010년 11월 22일에 운영되었다.
2018년 6월 19일 아르가우주의 또 다른 협궤 철도인 BDWM 교통과 WSB의 합병으로 형성된 회사인 아르가우 교통 AG(AVA)가 노선 운영을 인수했다.

## 노선
두 지점 모두 SBB 기차역 남쪽의 아라우에서 시작된다. 자체 역 건물과 3개의 여객 선로가 있는 아라우 WSB라는 별도의 역이 있다.
비넨탈 지점은 아라우와 주어 사이의 이전 스위스 국철 선로를 달리고 주어역 바로 직전에 SBB 철도 라인인 렌츠부르크-초핑엔을 지난다. 그런 다음 그레니헨으로 가는 주요 도로를 따른다. 그레니헨 마을에서는 WSB 라인이 도로에서 약 100m 떨어진 곳에 있다. 이전에는 라인이 도로에도 있었기 때문에 지속적으로 자동차 교통과 충돌이 발생했다. 계속해서 이 노선은 오버쿨름까지 간선도로를 따라 가다가 곤텐시빌과 체츠빌로 별도로 이동하고 다시 주요 도로 옆에서 라이나흐까지 이어진다. 라이나흐와 멘치켄(터미널역) 사이에서 WSB 라인은 현재 버려진 SBB 라인 바인빌 암 제 - 베로뮌스터(제탈반).
주어렌탈 지점은 먼저 짧은 터널로 이어진 다음 운터렌트펠덴, 오버렌트펠덴, 무헨, 히르쉬탈을 거쳐 쇠프트란트까지 주요 도로를 따른다. 오버렌트펠덴에서 WSB 선은 수평 교차로에서 SBB선 렌츠부르크-초핑엔과 교차한다. 또한 오버렌트펠덴에는 여전히 작은 부분이 있다. 무헨에서는 2004년에 철도 노선이 간선도로에서 우회되었다.
주요 작업장은 여객 정류장 옆 쇠프트란트에 있다.

## 운행
평일에는 오후 8시까지, 토요일에는 오후 6시까지 운행하며 저녁과 일요일에는 30분 간격으로 운행한다.

### 특성
- 터널 내: 0.26km
- 최대 기울기: 4.5%